# Antonio Gobbo

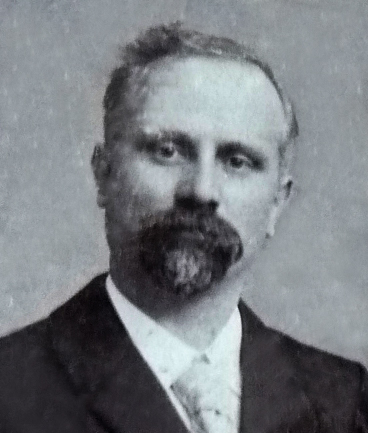
Porträt von Antonio Gobbo um 1895

Antonio Gobbo (* 10. Januar 1857 in Venedig; † 14. April 1907 in Köln-Ehrenfeld) war ein italienischer Mosaizist.

## Leben
Antonio Gobbo wurde als Sohn des Lehrers Pietro Gobbo und der Adelaide geb. Fiora in Venedig geboren. Über seine Ausbildung ist wenig überliefert. Mit 15 Jahren war er als Lehrling im Atelier Antonio Salviati in Venedig tätig und an der Restaurierung der aus dem 7. bzw. 12./13. Jahrhundert stammenden Mosaikarbeiten im Dom von Torcello beteiligt. Diese Arbeiten standen unter der Leitung des Ingenieurs Giovanni Battista Meduna. Bekannt ist, dass Gobbo als Maler und Mosaizist in Venedig eine Mosaikwerkstatt unterhielt. Angeregt durch die Entdeckung byzantinischer Mosaiken in der Sophienkathedrale (Kiew) gründete Zar Nikolaus I. (Russland) eine Mosaikenschule in Sankt Petersburg, der weitere Mosaikschulen und Künstlerkolonien in Rom, Wien, Darmstadt und Venedig folgten. In Venedig hatte Gobbo eine Professur für „Mosaizieren“ inne. Der erste bekannte Auftrag, den er außerhalb von Italien ausführte, war die Ausgestaltung der Decke über dem Chor der St Paul’s Cathedral in London. Die Mosaizierungsarbeiten standen unter der Leitung von William Richmond und wurden im Jahre 1890 abgeschlossen.
Bekannt ist außerdem, dass er mit seinem Gesellen Victor Bonato im Jahre 1895 das Fußbodenmosaik der Gnadenkapelle in Kevelaer fertigstellte. Zu dieser Zeit lebte er mit seiner Frau, neun von später zwölf Kindern und sieben weiteren Mosaiklegern in der Gelderner Straße in Kevelaer.
1902 lieferte Gobbo Mosaiken für die 1900 bis 1902 erweiterte Pfarrkirche Hl. Dreifaltigkeit Weißenthurm am Rhein. Dies war ein überlebensgroßes Mosaik des hl. Michael am neu errichteten Kirchturm, außerdem wurde die ebenfalls neue Kommunionbank mit vier Mosaiken geschmückt, darstellend die Heiligen Thomas von Aquin, Klara, Juliana und Norbert. Diese vier Mosaiken fanden nach der Umgestaltung der Kirche 1970 ihren Platz im Unterbau des Hochaltares. Nach den Unterlagen im Pfarrarchiv Weißenthurm (Bautagebuch und Schriftverkehr) war Gobbo selbst bei der Verlegung der Mosaiken anwesend.
Kurz vor der Wende zum 20. Jahrhundert erhielt Gobbo den Auftrag, St. Aposteln in Köln mit seinen Mosaiken auszugestalten. Hierbei handelte es sich vor allem um die Ausschmückung der Kuppel und der beiden Kreuzarme. Die Entwürfe zeichnete Friedrich Stummel, während die Ausführung durch Gobbo erfolgte. Von ihm stammten allerdings die Entwürfe für den Fußbodenbelag, der, in Marmor und Mosaik hergestellt, den Chor und die Vierung zierte. Man war der Meinung, dass die Chorpartie und die Kuppel durch diese Ausstattung mit Goldmosaiken einen so glänzenden Schmuck erhalten hätten, wie ihn außer dem karolingischen Münster zu Aachen keine andere Kirche Deutschlands besitze. Um diese Aufgabe auszuführen, zog Gobbo mit der Familie und seinen Mosaiklegern in die Försterstraße nach Köln-Ehrenfeld.
Noch vor dem Jahr 1904 bekam er den Auftrag, die Ausgestaltung der Grabkapelle für Papst Pius IX. vorzunehmen, welche sich in der Krypta der Pilgerkirche San Lorenzo fuori le Mura in Rom befindet. Das zunächst recht schmucklos gestaltete Grab bekam erst ab 1904 seine Ausschmückung, welche durch Spenden der Katholiken aus vielen Ländern finanziert wurde.

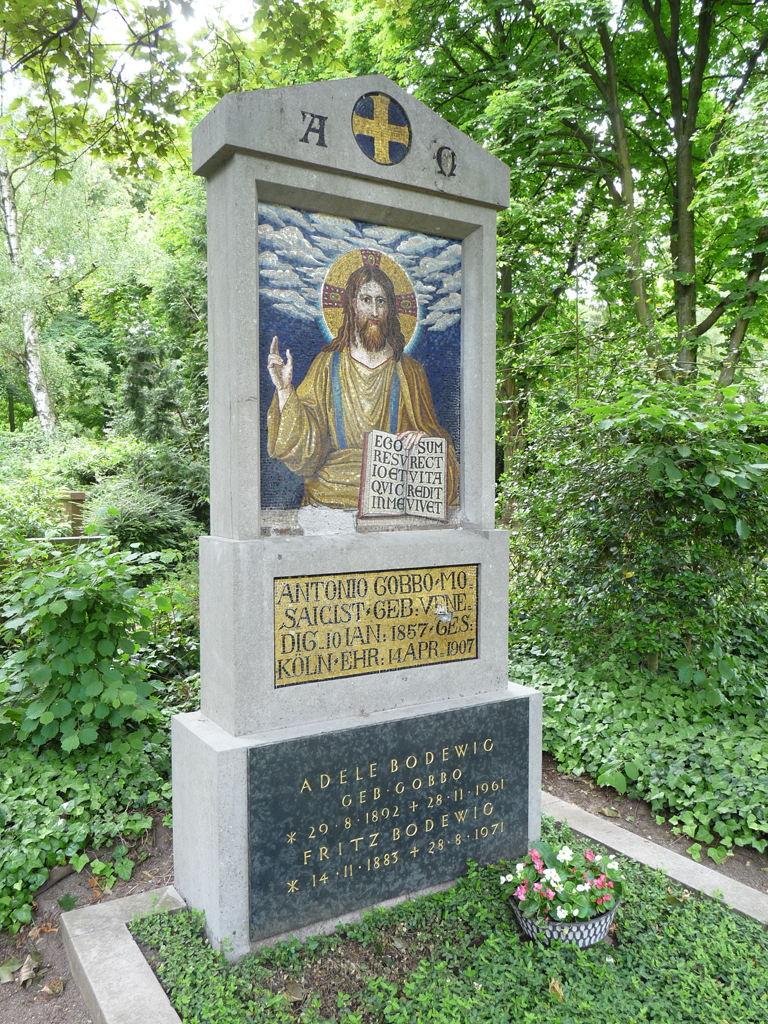
Grabmal von Antonio Gobbo auf dem Ehrenfelder Friedhof

Mitten in den Arbeiten zur Fertigstellung der Mosaiken in der Nord- und Südkonche der Kölner Kirche St. Aposteln starb Antonio Gobbo am 14. April 1907. Die auf seinem Grabstein schauseitig eingetiefte Mosaikarbeit zeigt das Brustbild des auferstandenen Christus mit Aureole. Die rechte Hand ist zum Himmel erhoben, mit der Linken hält er ein aufgeschlagenes Buch mit folgendem Text: EGO / SUM / RESUR(R)ECT / IO ET VITA / QUI CREDIT / IN ME VIVET (Sinngemäße Übersetzung: “Ich bin die Auferstehung und das Leben, wer an mich glaubt, der wird Leben, auch wenn er schon gestorben ist”). Sowohl die Familie als auch die Mitarbeiter von Antonio Gobbo zogen nach seinem Tod fast vollständig wieder nach Venedig.

## Schriften
- Die Technik der alten Mosaiken, Schmitz-Verlag, Köln 1903